# Jürgen Baier
Jürgen Baier (* 29. Juni 1958 in Nürnberg) ist ein ehemaliger deutscher Fußballspieler und heutiger -trainer.

## Sportliche Laufbahn

### Vereinskarriere
Über die Jugend- und Amateurstationen SV Frankonia Nürnberg, TSV 61 Zirndorf, Grundig Fürth und TSV Altenfurt kam der 22-jährige Jürgen Baier 1980 in die 2. Bundesliga Gruppe Süd, zur SpVgg Fürth. Der lauffreudige und offensivstarke linke Außenverteidiger kam an der Seite von Torhüter Peter Löwer, den Defensivspezialisten Bernhard Bergmann, Hermann Grabmeier und Manfred Ritschel sowie den Mittelfeldspielern Florian Hinterberger und Franz Weber in seiner ersten Saison in der 2. Bundesliga, 1980/81, auf 31 Einsätze für die Kleeblattelf. Bereits am 1. Spieltag, den 5. August 1980 wurde der Neuling in der 78. Minute im Heimspiel gegen die Stuttgarter Kickers von Trainer Dieter Schulte eingewechselt.
Nach der zweiten Runde bekam er ein Angebot von SC Fortuna Köln und wechselte 1982 in die Domstadt. Unter der Anleitung von Trainer Martin Luppen spielte das Team von Präsident Hans Löring in der Runde 1982/83 lange im Kampf um die Aufstiegsplätze mit, verpasste diese am Ende mit dem erreichten sechsten Tabellenplatz. Im DFB-Pokal erlebte der Franke Jürgen Baier eine sehr erfolgreiche Saison. Durch die Erfolge gegen den SC Freiburg, SSV Ulm 1846, Eintracht Braunschweig, Borussia Mönchengladbach und im Halbfinale über Borussia Dortmund zog Fortuna mit dem Stammspieler Baier in das Finale des Jahres 1983 ein. Es fand am 11. Juni in Köln statt und Gegner war der 1. FC Köln. Während des spannenden Endspiels hatte Baier oftmals Zweikämpfe gegen Pierre Littbarski zu bestehen. Die „Geißbock-Elf“ gewann das Spiel vor 61.000 Zuschauern mit 1:0 Toren. Die folgenden zwei Runden kam die Südstadt-Elf nicht über Mittelfeldplätze in der 2. Liga hinaus und Baier nahm zur Runde 1985/86 das Angebot des Bundesligaaufsteigers Hannover 96 an und wechselte nach 106 Spielen mit fünf Toren für Fortuna Köln nach Hannover.
Zwar gehörte Jürgen Baier mit seinen 31 Einsätzen und einem Torerfolg auch bei Hannover 96 in der Fußball-Bundesliga der Stammbesetzung an, glücklich wurde er aber nicht. Die Niedersachsen verschlissen mit Werner Biskup, Jürgen Rynio, Jörg Berger und Helmut Kalthoff vier Trainer in der Runde 1985/86 und stiegen als Schlusslicht der Tabelle ab.
Trainer Horst Heese, er hatte Baier bereits in der Runde 1983/84 bei Fortuna Köln trainiert, holte den Franken zur Runde 1986/87 zu Viktoria Aschaffenburg in die 2. Bundesliga. In 31 Einsätzen mit zwei Treffern versuchte der linke Offensivaußenverteidiger die Viktoria von den Abstiegsplätzen fernzuhalten. Dies gelang aber nicht, Aschaffenburg belegte den 18. Tabellenplatz und stieg aus der 2. Bundesliga ab. Hannover 96 dagegen glückte der sofortige Wiederaufstieg.
Vom Stadion am Schönbusch wechselte Baier im Sommer 1987 auf den Bieberer Berg nach Offenbach. An der Seite von Mittelstürmer Dieter Müller erlebte er zwei Runden mit den Plätzen 8. und 15., die sportliche Bilanz war damit zufriedenstellend. Die Bilanzen des OFC waren es dagegen nicht, nach der Saison 1988/89 wurde Kickers Offenbach die Lizenz entzogen und Baier wechselte erneut in der 2. Liga seinen Arbeitsplatz. Er unterschrieb bei den „Lilien“ vom SV Darmstadt 98. Von 1989 bis 1993 lief der unermüdlich die linke Abwehrseite beackernde Baier in 133 Spielen mit vier Toren für die Mannschaft vom Stadion am Böllenfalltor auf. Beste Platzierung war der achte Rang in der Runde 1991/92. Als 35-jähriger Senior stieg Jürgen Baier mit Darmstadt aber nach der Mammutrunde 1992/93 mit 24 Vereinen als Letzter der Tabelle aus der 2. Fußball-Bundesliga ab und beendete nach insgesamt 392 Spielen mit 14 Toren seine Laufbahn in der 2. Liga.

## Weiterer Werdegang
2012 war er Trainer des SV Erlenbach. Bis 2016 war er Trainer des Regionalligisten Viktoria Aschaffenburg. Seit Anfang 2017 ist Baier Trainer des SVG Steinheim.

## Trivia
Seine beiden Söhne Daniel und Benjamin sind ebenfalls Fußballprofis.

### Trainer von Jürgen Baier im bezahlten Fußball
- Fürth: Dieter Schulte, Heinz Lucas, Hans-Dieter Roos, Lothar Kleim
- Köln: Martin Luppen, Horst Heese, Johannes Linßen
- Hannover: Werner Biskup, Jürgen Rynio, Jörg Berger, Helmut Kalthoff
- Aschaffenburg: Horst Heese, Lothar Buchmann
- Offenbach: Dieter Renner, Niko Semlitsch
- Darmstadt: Dieter Renner, Uwe Klimaschefski, Uwe Ebert, Jürgen Sparwasser, Rainer Scholz/Uwe Ebert, Rainer Scholz, Alexander Mandziara.